# Lampornis clemenciae
El colibrí gorgiazul (Lampornis clemenciae), también conocido como colibrí garganta azul o colibrí-serrano gorjiazul (en México) o gema de garganta azul, es una especie de ave apodiforme de la familia Trochilidae —los colibríes— perteneciente al género Lampornis. Es nativo del sur de América del Norte.

## Distribución y hábitat
Durante el verano es residente reproductivo poco común en cañones boscosos húmedos del archipiélago Madrense del sureste de Arizona, el sur de Nuevo México y el oeste de Texas en los Estados Unidos y el noreste de Sonora en México; durante todo el año se extiende desde el este de Sonora, oeste de Chihuahua, centro de Coahuila, sur de Nuevo León, y suroeste de Tamaulipas hacia el sur hasta Oaxaca (Istmo de Tehuantepec), los registros de Chiapas pueden estar errados.
Su hábitat se compone de bosques húmedos de pino-abeto (Pinus - Abies) y caducifolios de tierras altas, bosques de pino-encino (Pinus - Quercus), bordes de bosques, zonas de crecimiento secundario y matorrales. Suele encontrarse en zonas húmedas y sombrías, pero puede deambular por hábitats más secos cercanos cuando busca alimento. Ocupa hábitats apropiados en un amplio rango de altitudes, desde bosques de galería ribereños a lo largo de arroyos perennes en el sudoeste de Estados Unidos y noroeste de México, entre 980 y 1900 m, hasta bosques altos de coníferas en el centro y sur de México, a veces hasta el límite del crecimiento arbóreo (3900 m)

## Descripción
Es un colibrí bastante grande, el mayor al norte de México, alcanzando 11 a 12 cm de longitud y de 6 a 10 [gramo|g]] de peso. Es de color verde mate en la parte superior de su cuerpo y gris en el vientre. Tiene una raya blanca visible detrás de su ojo y una banda más estrecha que se extiende hacia atrás desde el pico, bordeando un parche negruzco en la mejilla. Las plumas de la cola son negro azulado iridiscente con puntas blancas en las plumas exteriores. La especie recibe su nombre de un parche azul iridiscente que tienen los machos adultos en la garganta, pero que está ausente en las hembras.

## Sistemática

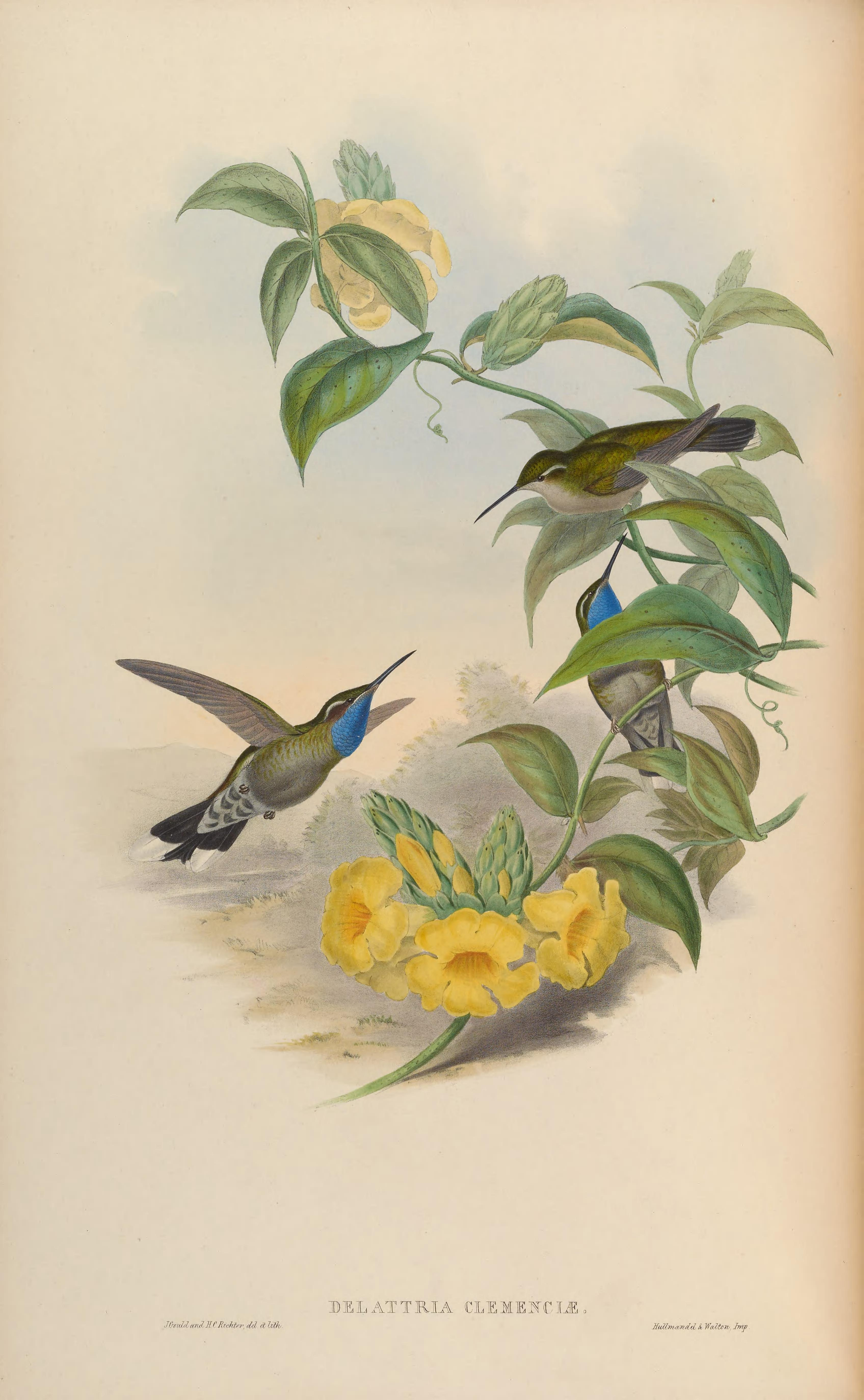
Delattria clemenciae, sinónimo de Lampornis clemenciae, ilustración de Gould y Richter en A monograph of the Trochilidae, or family of humming-birds 2, 1861.

### Descripción original
La especie L. clemenciae fue descrita por primera vez por el ornitólogo francés René Primevère Lesson en 1829 bajo el nombre científico Ornismya clemenciae; su localidad tipo es: «México».

### Etimología
El nombre genérico masculino «Lampornis» se compone de las palabras del griego «lampē» que significa ‘antorcha’, ‘luz’, y «ornis» que significa ‘ave’; y el nombre de la especie «clemenciae», conmemora a la botánica e ilustradora Marie Clémence Lesson (1800–1834), esposa de René Primevère Lesson.

### Taxonomía
En el pasado ya estuvo incluida en un género monotípico Cyanolaemus.

### Subespecies
Según las clasificaciones del Congreso Ornitológico Internacional (IOC) y Clements Checklist/eBird, se reconocen tres subespecies, con su correspondiente distribución geográfica:
- Lampornis clemenciae bessophilus (Oberholser), 1918 – Desde el suroeste de Estados Unidos (este de Arizona, sur de Nuevo México) hasta México noroccidental (este de Sonora, oeste de Chihuahua, Durango).
- Lampornis clemenciae phasmorus Oberholser, 1974 – cría en el suroeste de Estados Unidos (Chisos, Texas); poblaciones del centro oeste de Nuevo León (México) posiblemente también esta subespecie. Es migratoria, pero se desconoce su área de distribución no reproductora).
- Lampornis clemenciae clemenciae (Lesson), 1830 – montañas del noreste, centro y sur de México (Sierra Madre Oriental y meseta del centro al sur hasta Oaxaca).